# RCTV
RCTV（旧：ラジオ・カラカス・テレビシオン、Radio Caracas Televisión）はかつて存在したベネズエラ最大の民間地上波テレビ局。現在はRCTVインテルナシオナルとして衛星放送を通じて放映されている。

## 歴史
1953年11月15日に開局。2007年5月27日に、ベネズエラのウゴ・チャベス大統領が反政府的として、放送免許の更新は却下。午後11時55分（現地時間）からのベネズエラの国歌演奏で放送は終了され、53年半の歴史に幕を閉じた。現在は政府系の国営テレビ「TVes」になっている。
しかし2007年6月、ベネズエラの最高裁判所は当面、ケーブルテレビで放送するとの判決を出し、7月16日に放送を再開した。現在はディレクTVで視聴できる。

## 主要番組
- El Observador
- フー・ウォンツ・トゥ・ビー・ア・ミリオネア